# Frans-Guyana Division d'Honneur
De Frans-Guyana Division d'Honneur  is de hoogste voetbalcompetitie op Frans-Guyana.

## Deelnemers Frans-Guyana Division d'Honneur 2011/12
- AJ Balata Abriba
- AS Oyapock
- ASC Agouado
- ASC Black Stars
- ASC Le Geldar
- ASC Remire
- ASU Grand Santi
- CSC de Cayenne
- EF Iracoubo
- US Macouria
- US Matoury
- US Sinnamary

### Winnaars Frans-Guyana Division d'Honneur
- 1962/63 : Racing Club (Cayenne)
- 1963/64 : niet vermeld
- 1964/65 : AJ Saint-Georges (Cayenne)
- 1965-76 : niet vermeld
- 1976/77 : AS Club Colonial (Cayenne)
- 1977/78 : AS Club Colonial (Cayenne)
- 1978/79 : AS Club Colonial (Cayenne)
- 1979-81 : niet vermeld
- 1981/82 : USL Montjoly
- 1982/83 : AJ Saint-Georges (Cayenne)
- 1983/84 : AJ Saint-Georges (Cayenne)
- 1984/85 : ASC Le Geldar (Kourou)
- 1985/86 : ASL Sport Guyanais (Cayenne)
- 1986/87 : niet vermeld
- 1987/88 : ASC Le Geldar (Kourou)
- 1988/89 : ASC Le Geldar (Kourou)
- 1989/90 : SC Kouroucien (Kourou)
- 1990/91 : AS Club Colonial (Cayenne)
- 1991/92 : AS Club Colonial (Cayenne)
- 1992/93 : US Sinnamary
- 1993/94 : US Sinnamary
- 1994/95 : AS Jahouvey (Mana)
- 1995/96 : AS Club Colonial (Cayenne)
- 1996/97 : US Sinnamary
- 1997/98 : AS Jahouvey (Mana)
- 1998/99 : AJ Saint-Georges (Cayenne)
- 1999/00 : AJ Saint-Georges (Cayenne)
- 2000/01 : ASC Le Geldar (Kourou)
- 2001/02 : AJ Saint-Georges (Cayenne)
- 2002/03 : US Matoury
- 2003/04 : ASC Le Geldar (Kourou)
- 2004/05 : ASC Le Geldar (Kourou)
- 2005/06 : US Matoury
- 2006/07 : US Macouria
- 2007/08 : ASC Le Geldar (Kourou)
- 2008/09 : ASC Le Geldar (Kourou)
- 2009/10 : ASC Le Geldar (Kourou)
- 2010/11 : US Matoury

## Prestaties
9 keer
- ASC Le Geldar

6 keer
- AJ Saint-Georges
- AS Club Colonial

3 keer
- US Sinnamary
- US Matoury

2 keer
- AS Jahouvey

1 keer
- US Macouria
- SC Kouroucien
- ASL Sport Guyanais
- USL Montjoly
- Racing Club